# J THE OUTLAWYER
『J THE OUTLAWYER』（ジェイ ザ アウトローヤー）は、原作：愛英史、作画：里見桂による日本の漫画。集英社が発行していた漫画雑誌『MANGAオールマン』に連載され、単行本はSCオールマンレーベルで発売された。
弁護士ジョー・アカツキが主人公Jとして事件を解決していく。